# Agenda 2063
La Agenda 2063 es un concepto estratégico desarrollado por la Unión Africana para la transformación socioeconómica de África para el año 2063. Fue adoptado el 31 de enero de 2015 en la 24ª Asamblea Ordinaria de Jefes de Estado y de Gobierno de la Unión Africana en Addis Abeba. La agenda fue presentada por primera vez en la 21ª Asamblea Ordinaria el 26 de mayo de 2013, 50 años después de la fundación de la Organización para la Unidad Africana, como un plan para los próximos 50 años. Los objetivos declarados de la Agenda son el desarrollo económico (incluida la erradicación de la pobreza en una generación), la integración política (en particular mediante el establecimiento de una África Unida federal o confederal), los avances en materia de democracia y justicia, el establecimiento de la seguridad y la paz en todo el continente, el fortalecimiento de la identidad cultural a través de un "renacimiento africano" y los ideales panafricanos, la igualdad de género y la independencia política respecto de las potencias extranjeras.
El primer informe sobre la implementación de la Agenda 2063 fue presentado por el presidente de Costa de Marfil Alassane Ouattara el 10 de febrero de 2020, marcando el comienzo de un ciclo bienal de presentación de informes. El informe sirve para evaluar el progreso en relación con un conjunto de metas definidas para el primer Plan Decenal de Implementación. 

## Proyectos insignia
La Agenda incluye 15 de los denominados proyectos insignia, que se han identificado como clave para permitir y acelerar el progreso en todas las áreas del desarrollo. Estos son: 
1. Una red de trenes de alta velocidad que conecte todas las capitales y los centros comerciales de África.
2. La formulación de una estrategia para transformar la economía de África, para que pase de ser un mero proveedor de materias primas a utilizar activamente sus propios recursos.
3. El establecimiento de un Área Continental Africana de Libre Comercio.
4. La introducción del pasaporte de la Unión Africana y la eliminación de todos los requisitos de visado para sus titulares dentro de África.
5. La finalización de todas las guerras, conflictos civiles, violencia de género y conflictos violentos para 2020
6. La construcción de una tercera presa de Inga
7. El establecimiento de un mercado único africano del transporte aéreo.
8. El establecimiento de un Foro Económico Africano Anual.
9. El establecimiento de un conjunto de instituciones financieras, concebidas como un Banco Africano de Inversiones, una Bolsa de Valores Panafricana, un Fondo Monetario Africano y un Banco Central Africano.
10. Una red panafricana de datos digitales y servicios en línea.
11. El desarrollo de una estrategia africana común para el uso de la tecnología espacial.
12. El establecimiento de una universidad africana abierta, digital y de educación a distancia.
13. Cooperación en ciberseguridad
14. La fundación de un Gran Museo Africano, preservando el patrimonio cultural africano y promoviendo el panafricanismo
15. La compilación de una Encyclopaedia Africana como recurso autorizado sobre la verdadera historia de África y de la vida en África.

### Implementación
El Área Continental Africana de Libre Comercio (ACFTA) se estableció mediante un acuerdo adoptado en marzo de 2018 y estará operativa a partir del 1 de julio de 2020. El Banco Africano de Inversiones y el Fondo Monetario Africano están creados solamente de forma nominal; sus sedes se construirán, respectivamente, en Trípoli (Libia) y Yaundé (Camerún). Egipto acogerá la Agencia Espacial Africana. La Universidad Virtual y Electrónica Panafricana se ha creado como el brazo digital de la Universidad Panafricana y ofrece un conjunto inicial de tres cursos.
Muchos de los proyectos se ven obstaculizados por la falta de financiación, como la red de trenes de alta velocidad, la agencia espacial y la presa de Inga.